# 阿徹縣 (德克薩斯州)
阿彻县（英語：Archer County）是位于美国德克萨斯州北部的县。根据2020年的人口普查结果显示，该县人口为8,560人。该县的县治及最大城市皆为阿彻城。阿彻县是威奇托福尔斯大都市统计区的组成部分。